# 8.8 cm FlaK
8.8 cm FlaK ( 8.8 cm Flugzeugabwehr-Kanone) je bil nemški protiletalski in protitankovski top iz druge svetovne vojne. Razvit je bil kot protiletalsko orožje, vendar so Nemci kasneje spoznali, da je zaradi velike hitrosti granate uporaben tudi kot protitankovski top.

## Razvoj
Top je izviral iz verzije protiletalskih topov imenovanih 8,8 cm FlaK 18, 36, 37 ter tudi  41 in 43. Pri tem oznaka FlaK pomeni  Flugzeugabwehr-Kanonen oz. Protiletalski-Top. Prototip tega znamenitega topa se je prvič pojavil leta 1928, na testiranjih se je izredno dobro izkazal zato je bil sprejet v nemško vojsko kot FlaK 18. Top je bil zasnovan tako, da je bil hitro premičen čeprav ni imel lastnega pogona. Nameščen je bil na lafeto, ki je služila kot prikolica za prevažanje ali pa kot strelna platforma, ki je omogočala streljanje v krogu 360, kar se je izkazalo kot velika prednost. Prednost topa je bilo tudi avtomatsko praznjenje pri katerem je top po strelu sam izvrgel prazen tulec kar je omogočalo visoko kadenco streljanja (od 15 do 20 strelov na minuto). Brez predelave se ga je dalo uporabljati kot protiletalski top ali pa kot protitankovski top, namen uporabe je bil odvisen le od tipa granat (visoko eksplozivna, prebojna, protioklepna,...).
Množična proizvodnja topa se je začela leta 1933. Prve boje je videl v španski državljanski vojni kjer se je izkazal kot odlično protiletalsko orožje. Tekom vojne so topničarji spoznali, da top zaradi svojega kalibra, dometa in kadence ni uporaben samo za uničevanje letečih ciljev ampak tudi za uničevanje utrjenih objektov in oklepnih vozil. Med vojno so se pokazale tudi številne pomanjkljivosti, ki pa so bile v novi verziji FlaK 36 in 37 odpravljene. Nova verzija je tako dobila dvodelno cev, kar je omogočalo lažjo menjavo obrabljene cevi in lafeto, ki se je iz prevozne spremenila v stacionarno brez odstranjevanja koles. Izboljšane so bile tudi namerilne naprave. S tem je top postal še bolj prilagojen na novo doktrino bojevanja imenovano blitzkrieg. Svoj vrhunec je top doživel v bojih za Severno Afriko ter na prostranem vzhodnem bojišču. Do leta 1944 je bilo v uporabi 10.704 topov v verzijah FlaK 18, 36, 37. Na podlagi vojnih izkušenj in osnov FlaK  18, 36, 37 so Nemci tekom vojne izdelali še verzije 12.8 cm FlaK 40, 10.5 cm FlaK 39 ter 8.8 cm PaK 43 in 8.8 cm KwK 43. Prva dva sta bila izdelana kot protiletalski tip za kopensko vojsko in mornarico in sta bila neposredna naslednika  topa 8.8 cm, druga dva pa z osnovnim protiletalskim topom FlaK nista imela kaj dosti skupnega, razen tega da sta imela enak kaliber (PaK se je uporabljal kot navade protitankovski top, KwK pa kot protitankovski top nameščen na tank Tiger).

## Zgodovina uporabe
Spoznanja iz španske državljanske vojne so pripomogla, da je top FlaK 88 mm postal najbolj znan top po svetu.  Uporabiti ga je bilo mogoče tako za uničevanje letečih kot kopenskih ciljev, kar je dajalo topu nekakšno univerzalnost. Odlično se je izkazal pod poveljstvom Erwina Rommla med bitko za Francijo, še posebej med britanskim protinapadom pri Arrasu, ter v Alžiriji in Egiptu. Nemci so z njim v Severni Afriki uprizarjali prave pokole med britanskimi tanki, ki proti njim niso poznali prave obrambe. Vendar ne za dolgo, Britanci so tekom vojne spoznali, da so topovi slabo mobilni zaradi česar jih je bilo enostavno uničiti s težkim topništvom ter s tanki Sherman, ki so imeli 75 mm topove z dovolj velik dometom.
Težave z osem in osemdeseticami pa niso imeli samo Britanci ampak tudi Rusi. Nemci so ji na vzhodnem bojišču začeli uporabljati po tem, ko so Rusi v uporabo poslali valove tankov T-34 in KV1, katerim nemški 37 in 50 mm topovi niso prišli do živega. Rusi so težavo s topovi 88 mm rešili po rusko, uporabili so več tankov. Tako se je nemalokrat zgodilo, da je Nemcem zmanjkalo streliva ali pa se je ruskim tankom zaradi velikega števila uspelo prebiti med nemške linije.
Na drugih bojiščih, predvsem italijanskem in zahodno evropskem, prednosti 88 mm topa zaradi razgibanega terena niso prišle toliko v ospredje. Kljub temu pa so se ga zavezniške tankovske posadke bale kot hudič križa. Da bi se zaščitili pred njegovimi smrtonosnimi granatami, ki so prebile oklep katerega koli zavezniškega tanka, so začeli nameščati na svoje tanke vreče peska,  razne škatle, oklep uničenih nemških tankov, skratka vse kar jim je prišlo pod roko. Tekom vojne so Nemci dodobra spoznali moč 88 mm topa tako, da so razvili namenske protioklepne topove istega kalibra. Naslednja stopnja je bila mobilnost topa, tega so namestili na tank [[Panzer VI Tiger II
Tiger]] in tako dobili najbolj smrtonosno orožje druge svetovne vojne kateremu so zavezniški tanki in topovi le s težavo prišli do živega. Občasno in v kritičnih trenutkih je zasežene nemške topove uporabljala tudi ameriška vojska. 
Po vojni se je razvoj 88 mm topa nadaljeval pri zmagovalkah druge svetovne vojne, sam FlaK 88 mm pa je zaradi svoje zastarelosti postal le še muzejski eksponat. V bojni vlogi se je top še zadnjič pojavil med vojno v Jugoslavijo, ko je udeleženkam v spopadu kronično primanjkovalo orožja in so uporabile vse kar jim je prišlo pod roke.

## Verzije
- 8.8 cm FlaK 18
- 8.8 cm FlaK 36
- 8.8 cm FlaK 37
- 8.8 cm FlaK 41
- 8.8 cm Gerät 42
- 8.8 cm PaK 43